# Bursera galeottiana
La Bursera galeottiana es un tipo de árbol pequeño perteneciente al género Bursera. También se conoce como Terebinthus galeottiana (Rose, 1906) y Elaphrium galeottianum (Rose, 1911). En Querétaro es conocida como Xixote colorado.

## Descripción
Posee hojas compuestas por 13 a 25 foliolos pequeños, de 4 a 4.7 cm de largo, lisas; corteza fácilmente desprendible en sus capas superiores al secarse, de coloración rojiza.

## Distribución geográfica
Se distribuye desde Querétaro hasta Puebla y Oaxaca.

## Usos
Con elevado potencial para usarse como planta de ornato y su madera para leña.

## Taxonomía
Bursera galeottiana fue descrita por Adolf Engler y publicado en Botanische Jahrbücher für Systematik, Pflanzengeschichte und Pflanzengeographie 1: 43. 1881.
Etimología
Bursera: nombre genérico que fue nombrado en honor del botánico alemán Joachim Burser (1583-1649).
galeottiana: epíteto otorgado en honor del botánico francés Henri Guillaume Galeotti.
Sinonimia
- Elaphrium galeottianum (Engl.) Rose
- Terebinthus galeottiana Rose[3]

## Fuente
- Introducción a la flora del edo. de Querétaro, Arreguín, Fernández, Rodríguez, Cabrera, Orozco, Yépez.